# لدونیا (آلاباما)
لدونیا (به انگلیسی: Ladonia) شهرکی در شهرستان راسل ایالت آلاباما است که مساحت آن ۸٫۱۳ کیلومترمربع است و در سرشماری سال ۲۰۱۰ میلادی، ۳٬۱۴۲ نفر جمعیت داشته و تراکم جمعیتی آن، ۳۸۶٫۴۷ در کیلومترمربع بوده است.